# Apristurus spongiceps
Apristurus spongiceps е вид хрущялна риба от семейство Scyliorhinidae.

## Разпространение
Видът е разпространен в Индонезия (Сулавеси) и САЩ (Хавайски острови).